# 에른스트볼프강 뵈켄푀르데

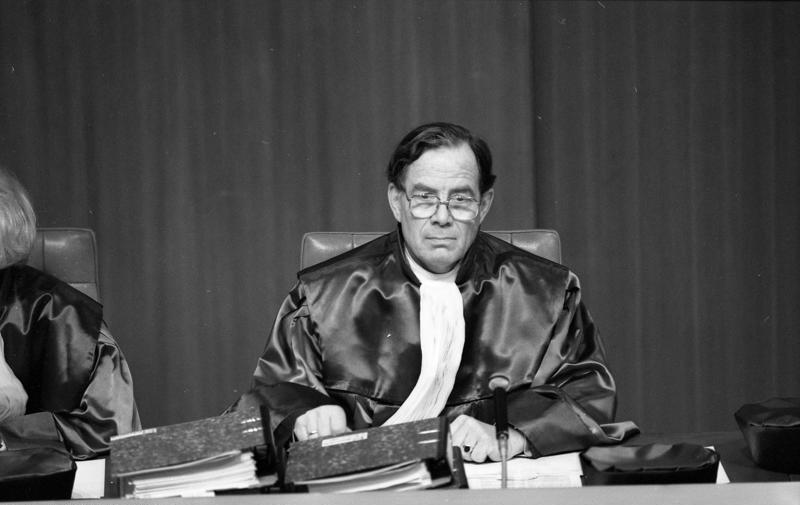

에른스트볼프강 뵈켄푀르데(Ernst-Wolfgang Böckenförde, 1930년 9월 19일 ~ 2019년 2월 25일)은 독일의 헌법학자이다.

## 약력
독일의 카셀에서 태어나 1948년에 뮌스터 대학교에 입학해서 1956년 법학박사학위를 받았다. 1961년에 뮌헨 대학교에서 철학박사학위를 받았고, 1964년에는 뮌스터 대학교에서 정교수자격 논문이 통과되어 교수자격을 취득하였다. 1964년부터 1969년까지 하이델베르크 대학교 교수를 지내고, 1969년부터 1977년까지는 빌레펠트 대학교 교수를, 1977년부터는 프라이부르크 대학교에서 공법과 헌법사 및 법제사, 법철학 담당 교수로 있었다. 1983년 12월부터 1996년 5월까지 독일연방헌법재판소의 재판관을 지냈으며, 지금은 프라이부르크 대학교 명예교수로 있다.

## 주요 저서
주요 저서로 《국가와 사회의 헌법이론적 구별》(독일어: Die verfassungstheoretische Unterscheidung von Staat und Gesellschaft als Bedingung der individuellen Freiheit, 1973년, 한국어역 김효전, 1989년), 《헌법·국가·자유 : 헌법이론과 국가이론에 관한 연구》(독일어: Staat, Gesellschaft, Freiheit. Studien zur Staatstheorie und zum Verfassungsrecht, 1976년, 한국어역 김효전, 1992년), 《헌법과 민주주의 : 헌법이론과 헌법에 관한 연구》(독일어: Staat, Verfassung, Demokratie. Studien zur Verfassungstheorie und zum Verfassungsrecht, 1991년, 한국어역 김효전·정태호, 2003년) 등이 있다.